# 刘永坦
刘永坦（1936年12月1日—），中华人民共和国电子工程专家。

## 生平
生于江苏南京。先后就读于哈尔滨工业大学与清华大学无线电系。1994年选聘为中国工程院院士。哈尔滨工业大学教授、研究生院院长。1991年当选为中国科学院院士（学部委员）。

## 荣誉
2019年1月8日，和钱七虎院士共同获得国家最高科学技术奖。